# Coppa Italia Dilettanti 2023-2024
La Coppa Italia Dilettanti 2023-2024 è stata la cinquantasettesima edizione di un trofeo di calcio al quale hanno partecipato tutte le squadre iscritte ai campionati di Eccellenza, oltre ad alcune di Promozione. Secondo il regolamento, la squadra vincitrice acquisisce il diritto a partecipare al campionato di Serie D 2024-2025.

## Formula
Come stabilito dal regolamento, la competizione prevede una prima fase regionale, organizzata e gestita dai Comitati Regionali stessi che ne stabiliscono la formula. Ogni comitato deve segnalare la squadra qualificata alla fase nazionale della competizione, che deve necessariamente militare in Eccellenza e che viene insignita del titolo di Campione di Coppa Regionale.
Le 19 squadre qualificate dai tornei regionali sono suddivise in 8 raggruppamenti:
Girone A: Liguria - Lombardia - Piemonte

Girone B: Friuli-Venezia Giulia - Trentino-Alto Adige - Veneto

Girone C: Emilia-Romagna - Toscana

Girone D: Marche - Umbria

Girone E: Lazio - Sardegna

Girone F: Abruzzo - Molise

Girone G: Basilicata - Campania - Puglia

Girone H: Calabria - Sicilia
I gruppi composti da tre squadre si affronteranno in un torneo triangolare di sola andata, mentre delle singole gare si svolgerà sia l'andata che il ritorno.
Tutti i turni successivi si svolgeranno in gare di andata e ritorno, tranne la finale che sarà a gara unica.

## Calendario
| Fase                        | Turno            | Andata           | Ritorno          |
| --------------------------- | ---------------- | ---------------- | ---------------- |
| Fase a gironi               | Prima giornata   | 14 febbraio 2024 | 14 febbraio 2024 |
| Fase a gironi               | Seconda giornata | 21 febbraio 2024 | 21 febbraio 2024 |
| Fase a gironi               | Terza giornata   | 28 febbraio 2024 | 28 febbraio 2024 |
| Fase a eliminazione diretta |                  |                  |                  |
| Quarti di finale            | 6 marzo 2024     | 13 marzo 2024    |                  |
| Semifinali                  | 20 marzo 2024    | 3 aprile 2024    |                  |
| Finale                      | 11 maggio 2024   | 11 maggio 2024   |                  |

## Riepilogo fase regionale
| Coppa Regionale              | Vincitrice            | Finalista                | Risultato          | Partecipanti                                                                     |
| ---------------------------- | --------------------- | ------------------------ | ------------------ | -------------------------------------------------------------------------------- |
| Coppa Abruzzo                | Città di Teramo       | Giulianova               | 2 - 2 (9-8 dtr)    | le 18 di Eccellenza                                                              |
| Coppa Basilicata             | Santarcangiolese      | San Cataldo              | 1-1; 1-1 (6-4 dtr) | le 16 di Eccellenza                                                              |
| Coppa Calabria               | Bocale Calcio Admo    | Sambiase                 | 2 - 2 (4-2 dtr)    | 48 (16 di Eccellenza e 32 di Promozione)                                         |
| Coppa Campania               | Sarnese               | Puteolana                | 1 - 0              | le 36 di Eccellenza                                                              |
| Coppa Emilia-Romagna         | Terre di Castelli     | Gambettola               | 4 - 2 (dts)        | le 36 di Eccellenza                                                              |
| Coppa Friuli-Venezia Giulia  | Brian Lignano         | Pro Gorizia              | 3 - 1              | le 18 di Eccellenza                                                              |
| Coppa Lazio                  | Terracina             | UniPomezia               | 2 - 1 (dts)        | le 36 di Eccellenza                                                              |
| Coppa Liguria                | Imperia               | Rivasamba                | 1 - 0              | le 16 di Eccellenza                                                              |
| Coppa Lombardia              | Solbiatese            | Ciliverghe Mazzano       | 3 - 3 (9-8 dtr)    | le 54 di Eccellenza                                                              |
| Coppa Marche                 | Osimana               | Maceratese               | 3 - 1              | le 16 di Eccellenza                                                              |
| Coppa Molise                 | Aurora Alto Casertano | Venafro                  | 1 - 0              | 32 (16 di Eccellenza e 16 di Promozione)                                         |
| Coppa Piemonte-Valle d'Aosta | Saluzzo               | Pro Novara               | 3 - 0              | le 32 di Eccellenza                                                              |
| Coppa Puglia                 | Manduria              | Molfetta Calcio          | 0-0; 2-1           | le 28 di Eccellenza                                                              |
| Coppa Sardegna               | Ossese                | Sant'Elena               | 1 - 0              | le 17 di Eccellenza                                                              |
| Coppa Sicilia                | Paternò               | Supergiovane Castelbuono | 2 - 0              | le 32 di Eccellenza                                                              |
| Coppa Toscana                | Terranuova Traiana    | Cecina                   | 4 - 0              | le 32 di Eccellenza                                                              |
| Coppa Trentino-Alto Adige    | Maia Alta Obermais    | Levico Terme             | 1 - 0              | le 16 di Eccellenza                                                              |
| Coppa Umbria                 | Atletico B.M.G.       | Pontevalleceppi          | 0 - 0 (3-1 dtr)    | le 16 di Eccellenza                                                              |
| Coppa Veneto                 | Villafranca Veronese  | Conegliano               | 2 - 1              | le 32 di Eccellenza                                                              |
| Totale                       | 19 club ammessi       | -                        | -                  | 531 club partecipanti alle fasi regionali (483 di Eccellenza e 48 di Promozione) |

## Fase eliminatoria a gironi
Ecco il programma ufficiale delle gare.

### Girone A
| Squadra       | P.ti | G | V | N | P | GF | GS | DR |
| ------------- | ---- | - | - | - | - | -- | -- | -- |
| 1. Solbiatese | 4    | 2 | 1 | 1 | 0 | 5  | 3  | +2 |
| 2. Imperia    | 2    | 2 | 0 | 2 | 0 | 4  | 4  | 0  |
| 3. Saluzzo    | 1    | 2 | 0 | 1 | 1 | 1  | 3  | -2 |

| Arbitro: | Pascali (Pistoia) |

|                                        |           |                                         |
| Gandolfo 19’ Cassata 32’ Ravoncoli 62’ | Marcatori | 10’ Torraca 55’ Riceputi 64’ Scapinello |

| Arbitro: | Pandini (Bolzano) |

|           |           |            |
| Carli 67’ | Marcatori | 56’ Szerdi |

| Arbitro: | Naselli (Catania) |

|                         |           |  |
| Riceputi 54’ Manfrè 80’ | Marcatori |  |

### Girone B
| Squadra                 | P.ti | G | V | N | P | GF | GS | DR |
| ----------------------- | ---- | - | - | - | - | -- | -- | -- |
| 1. Brian Lignano        | 6    | 2 | 2 | 0 | 0 | 7  | 0  | +7 |
| 2. Villafranca Veronese | 3    | 2 | 1 | 0 | 1 | 1  | 3  | -2 |
| 3. Maia Alta Obermais   | 0    | 2 | 0 | 0 | 2 | 0  | 5  | -5 |

| Arbitro: | Mozzillo (Reggio Emilia) |

|  |           |               |
|  | Marcatori | 75’ Maccarone |

| Arbitro: | La Luna (Collegno) |

|                                                 |           |  |
| Alessio 11’ Ciriello 32’ (rig.), 49’ Guizzo 71’ | Marcatori |  |

| Arbitro: | Melloni (Modena) |

|  |           |                                        |
|  | Marcatori | 3’ Guizzo 25’ Butti 88’ (rig.) Campana |

### Girone C
| Squadra 1          | Totale | Squadra 2         | Andata | Ritorno |
| ------------------ | ------ | ----------------- | ------ | ------- |
| Terranuova Traiana | 3 - 4  | Terre di Castelli | 0 - 1  | 3 - 3   |

| Arbitro: | Colazzo (Casarano) |

|  |           |          |
|  | Marcatori | 29’ Malo |

| Arbitro: | Bini (Macerata) |

|                              |           |                            |
| Malo 17’, 37’ Dembacaj 90+2’ | Marcatori | 74’ Sacconi 80’, 81’ Ortiz |

### Girone D
| Squadra 1 | Totale | Squadra 2       | Andata | Ritorno |
| --------- | ------ | --------------- | ------ | ------- |
| Osimana   | 0 - 3  | Atletico B.M.G. | 0 - 2  | 0 - 1   |

| Arbitro: | Travaini (Busto Arsizio) |

|  |           |                                |
|  | Marcatori | 2’ Canavese 79’ (rig.) Sciacca |

| Arbitro: | Burattini (Roma 1) |

|             |           |  |
| Paletta 69’ | Marcatori |  |

### Girone E
| Squadra 1 | Totale | Squadra 2 | Andata | Ritorno |
| --------- | ------ | --------- | ------ | ------- |
| Ossese    | 1 - 2  | Terracina | 0 - 0  | 1 - 2   |

| Ossi 14 febbraio 2024, ore 15:00 CET | Ossese         | 0 – 0 | Terracina | Stadio Walter Frau\| Arbitro: \| Romeo (Genova) \| |
| Arbitro:                             | Romeo (Genova) |       |           |                                                    |

| Arbitro: | Bassetti (Lucca) |

|                                  |           |         |
| Bellante 68’ Fioretti 75’ (rig.) | Marcatori | 40’ Bah |

### Girone F
| Squadra 1             | Totale | Squadra 2       | Andata | Ritorno |
| --------------------- | ------ | --------------- | ------ | ------- |
| Aurora Alto Casertano | 1 - 5  | Città di Teramo | 0 - 2  | 1 - 3   |

| Arbitro: | Iudicone (Formia) |

|  |           |                       |
|  | Marcatori | 7’ Dos Santos 28’ Rei |

| Arbitro: | Zantedeschi (Verona) |

|                        |           |           |
| Vanzan 7’ Rei 59’, 81’ | Marcatori | 11’ Manna |

### Girone G
| Squadra             | P.ti | G | V | N | P | GF | GS | DR |
| ------------------- | ---- | - | - | - | - | -- | -- | -- |
| 1. Manduria         | 4    | 2 | 1 | 1 | 0 | 3  | 1  | +2 |
| 2. Sarnese          | 4    | 2 | 1 | 1 | 0 | 3  | 2  | +1 |
| 3. Santarcangiolese | 0    | 2 | 0 | 0 | 2 | 1  | 4  | -3 |

| Arbitro: | Zadrima (Pistoia) |

|            |           |            |
| Yeboah 50’ | Marcatori | 32’ Quarta |

| Arbitro: | Montefiori (Ravenna) |

|             |           |                          |
| Zinno 90+4’ | Marcatori | 67’ Cassandro 80’ Evacuo |

| Arbitro: | Teodoli (Aprilia) |

|                             |           |  |
| Castro 3’ Ancora 70’ (rig.) | Marcatori |  |

### Girone H
| Squadra 1          | Totale | Squadra 2 | Andata | Ritorno |
| ------------------ | ------ | --------- | ------ | ------- |
| Bocale Calcio Admo | 1 - 3  | Paternò   | 0 - 0  | 1 - 3   |

| Reggio Calabria 14 febbraio 2024, ore 15:00 CET | Bocale Calcio Admo | 0 – 0 | Paternò | Stadio Campoli\| Arbitro: \| Ambrosino (Nola) \| |
| Arbitro:                                        | Ambrosino (Nola)   |       |         |                                                  |

| Arbitro: | Arnese (Teramo) |

|                                                   |           |             |
| Belluso 26’ (rig.) Viglianisi 71’ Giannaula 90+2’ | Marcatori | 90’ Nicolau |

## Fase a eliminazione diretta

### Quarti di finale
| Squadra 1         | Totale | Squadra 2       | Andata | Ritorno |
| ----------------- | ------ | --------------- | ------ | ------- |
| Solbiatese        | 2 - 1  | Brian Lignano   | 2 - 0  | 0 - 1   |
| Terre di Castelli | 0 - 1  | Atletico B.M.G. | 0 - 1  | 0 - 0   |
| Terracina         | 2 - 4  | Città di Teramo | 1 - 1  | 1 - 3   |
| Manduria          | 0 - 2  | Paternò         | 0 - 0  | 0 - 2   |

#### Andata
| Arbitro: | Kurti (Mestre) |

|                         |           |  |
| Mira 38’ Scapinello 75’ | Marcatori |  |

| Arbitro: | De Paolis (Cassino) |

|  |           |                    |
|  | Marcatori | 89’ (rig.) Sciacca |

| Arbitro: | Framba (Torino) |

|             |           |                |
| Curiale 33’ | Marcatori | 31’ Massarotti |

| Manduria 6 marzo 2024, ore 15:00 CET | Manduria             | 0 – 0 | Paternò | Stadio Nino Dimitri\| Arbitro: \| Gambirasio (Bergamo) \| |
| Arbitro:                             | Gambirasio (Bergamo) |       |         |                                                           |

#### Ritorno
| Arbitro: | Prencipe (Tivoli) |

|              |           |  |
| Ciriello 55’ | Marcatori |  |

| Massa Martana 13 marzo 2024, ore 15:00 CET | Atletico B.M.G.      | 0 – 0 | Terre di Castelli | Stadio comunale\| Arbitro: \| Polizzotto (Palermo) \| |
| Arbitro:                                   | Polizzotto (Palermo) |       |                   |                                                       |

| Arbitro: | Stanzani (Bologna) |

|                                    |           |            |
| Oses 9’ D'Egidio 45+2’ Cangemi 77’ | Marcatori | 84’ Sossai |

| Arbitro: | Artini (Firenze) |

|                                         |           |  |
| Maimone 78’ (rig.) Giannaula 87’ (rig.) | Marcatori |  |

### Semifinali
| Squadra 1       | Totale | Squadra 2  | Andata | Ritorno |
| --------------- | ------ | ---------- | ------ | ------- |
| Atletico B.M.G. | 1 - 3  | Solbiatese | 1 - 2  | 0 - 1   |
| Città di Teramo | 2 - 3  | Paternò    | 2 - 1  | 0 - 2   |

#### Andata
| Arbitro: | Losapio (Molfetta) |

|              |           |                            |
| Paciotti 85’ | Marcatori | 17’ (rig.), 52’ Scapinello |

| Arbitro: | Mammoli (Perugia) |

|                      |           |           |
| Vanzan 10’ Touré 72’ | Marcatori | 42’ Asero |

#### Ritorno
| Arbitro: | Radovanovic (Maniago) |

|                       |           |  |
| Scapinello 55’ (rig.) | Marcatori |  |

| Arbitro: | Palmisano (Saronno) |

|                        |           |  |
| Napoli 14’ Asero 90+2’ | Marcatori |  |

### Finale
| Squadra 1  | Risultato | Squadra 2 |
| ---------- | --------- | --------- |
| Solbiatese | 0 - 1     | Paternò   |

#### Finale
| Arbitro: | Ambrosino (Torre del Greco) |

|  |           |           |
|  | Marcatori | 15’ Asero |